# Puigllobató
El mas Puigllobató fou una masia, actualment en ruïnes, del sud del terme municipal de Monistrol de Calders, al Moianès.
És al cim del Puig del Rossinyol, però a penes es reconeix pel desgast del material constructiu amb el pas del temps i dels focs forestals que han desolat la zona.
Està abandonada ja des del segle xvii, almenys.